# Chipping Norton Railway

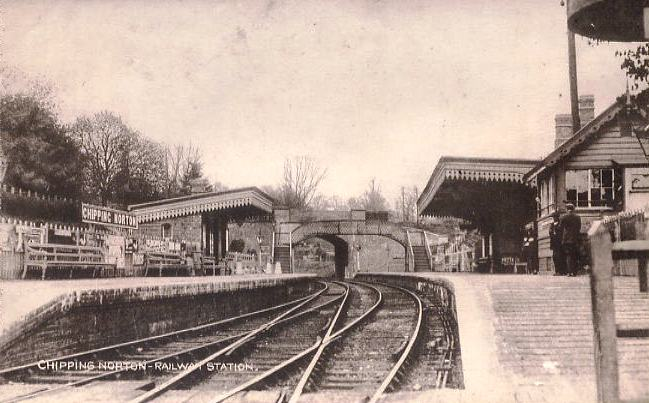
Bahnhof Chipping Norton

Die Chipping Norton Railway war eine britische Eisenbahngesellschaft in Oxfordshire in England. 
Die Gesellschaft wurde am 31. Juli 1854 gegründet um eine 7 Kilometer lange Strecke von Kingham an der Strecke der Oxford, Worcester and Wolverhampton Railway zu errichten. Die normalspurige Strecke wurde am 1. Juni 1855 eröffnet. Haupteigentümer der Gesellschaft war die OW&WR. 1859 übernahm die Gesellschaft die restlichen Anteile an der Gesellschaft. 1863 wurde die Gesellschaft durch die Great Western Railway übernommen.
1873 gründete die Chipping Norton Railway gemeinsam mit der Bourton-on-the-Water Railway die Banbury and Cheltenham Direct Railway, die die Strecke von Chipping Norton bis Kings Sutton verlängerte.